# 刺孢新萨托菌
刺孢新萨托菌（学名：Neosartorya spinosa）是属于散囊菌目发菌科新萨托菌属的一种真菌，可生长在土壤等基物上。该种分布于中国、尼加拉瓜、印度、纳米比亚、尼泊尔、巴基斯坦、塞拉利昂、苏丹等地。
刺孢新萨托菌是带刺曲霉（Aspergillus spinosus）的有性型。